# Boneta
Boneta is een geslacht van hooiwagens uit de familie Cosmetidae.
De wetenschappelijke naam Boneta is voor het eerst geldig gepubliceerd door C.J.Goodnight & M.L.Goodnight in 1944. 

## Soorten
Boneta omvat de volgende 2 soorten:
- Boneta bilineata
- Boneta pulchra